# Sjumannarugby vid olympiska sommarspelen 2020
Sjumannarugby vid olympiska sommarspelen 2020 spelades mellan den 26 och 31 juli 2021. Turneringarna spelades på Tokyo Stadium i stadsdelen Chofu.

## Kvalificering
Varje nationell olympisk kommitté fick ställa upp med ett damlandslag och ett herrlandslag under förutsättning att lagen kvalificerat sig. Japans båda landslag blev automatiskt kvalificerade i egenskap av värdnation.

### Damer
| Turnering                         | Datum                  | Spelplats   | Platser | Kvalificerade  |
| --------------------------------- | ---------------------- | ----------- | ------- | -------------- |
| Värdnation                        | 7 september 2013       | i.u.        | 1       | Japan          |
| World Rugby Women’s Sevens Series | oktober 2018–juni 2019 |             | 4       | Nya Zeeland    |
| World Rugby Women’s Sevens Series | oktober 2018–juni 2019 | USA         | 4       |                |
| World Rugby Women’s Sevens Series | oktober 2018–juni 2019 | Kanada      | 4       |                |
| World Rugby Women’s Sevens Series | oktober 2018–juni 2019 | Australien  | 4       |                |
| Sudamericano Feminino 2019        | 1–2 juni 2019          | Peru        | 1       | Brasilien      |
| RAN Women's Sevens 2019           | 6–7 juni 2019          | Caymanöarna | 0       |                |
| Europeisk kvaltävling             | 13–14 juli 2019        | Ryssland    | 1       | Storbritannien |
| Afrikansk kvalturnering           | 12–13 oktober 2019     | Tunisien    | 1       | Kenya          |
| Oceanisk kvalturnering            | 7–9 november 2019      | Fiji        | 1       | Fiji           |
| Asiatisk kvalturnering            | 9–10 november 2019     | Kina        | 1       | Kina           |
| Olympisk kvalturnering            | 19–20 juni 2021        | Monaco      | 2       | Frankrike      |
| Olympisk kvalturnering            | 19–20 juni 2021        | Monaco      | 2       | Ryssland       |
| Totalt                            |                        |             | 12      |                |

1. 1 2  Då både USA och Kanada kvalificerat sig genom World Rugby Women’s Sevens Series flyttades kvotplatsen till den olympiska kvalturneringen i juni 2020.
2. ↑  Platsen säkrades av England som i egenskap av högst rankade brittiska lag representerade Storbritannien i OS-kvalsyfte.[4]
3. ↑  Sydafrika vann turneringen, men den sydafrikanska olympiska kommitténs regler tillät inte lag att kvalificera sig via regionala tävlingar.[5]

### Herrar
| Turnering                   | Datum                   | Spelplats   | Platser | Kvalificerade  |
| --------------------------- | ----------------------- | ----------- | ------- | -------------- |
| Värdnation                  | 7 september 2013        | i.u.        | 1       | Japan          |
| World Rugby Sevens Series   | november 2018–juni 2019 |             | 4       | Fiji           |
| World Rugby Sevens Series   | november 2018–juni 2019 | USA         | 4       |                |
| World Rugby Sevens Series   | november 2018–juni 2019 | Nya Zeeland | 4       |                |
| World Rugby Sevens Series   | november 2018–juni 2019 | Sydafrika   | 4       |                |
| Sydamerikansk kvalturnering | 29–30 juni 2019         | Chile       | 1       | Argentina      |
| RAN Sevens 2019             | 6–7 juli 2019           | Caymanöarna | 1       | Kanada         |
| Europeisk kvalturnering     | 13–14 juli 2019         | Frankrike   | 1       | Storbritannien |
| Oceanisk kvalturnering      | 7–9 november 2019       | Fiji        | 1       | Australien     |
| Afrikansk kvalturnering     | 8–9 november 2019       | Sydafrika   | 1       | Kenya          |
| Asiatisk kvalturnering      | 23–24 november          | Sydkorea    | 1       | Sydkorea       |
| Olympisk kvalturnering      | 19–20 juni 2021         | Monaco      | 1       | Irland         |
| Totalt                      |                         |             | 12      |                |

1. ↑  Platsen säkrades av England som i egenskap av högst rankade brittiska lag representerade Storbritannien i OS-kvalsyfte.[4]

## Medaljsammanfattning
| Sjumannarugby                   | Guld | Silver | Brons |
| Damernas turnering Detaljer...  | Nya Zeeland | Frankrike | Fiji |
| Damernas turnering Detaljer...  | Michaela Blyde Kelly Brazier Gayle Broughton Theresa Fitzpatrick Stacey Fluhler Sarah Hirini Shiray Kaka Tyla Nathan-Wong Risealeaana Pouri-Lane Alena Saili Ruby Tui Portia Woodman                  | Coralie Bertrand Anne-Cécile Ciofani Caroline Drouin Camille Grassineau Lina Guérin Fanny Horta Shannon Izar Chloé Jacquet Carla Neisen Séraphine Okemba Chloé Pelle Jade Ulutule            | Lavena Cavuru Raijieli Daveau Sesenieli Donu Laisana Likuceva Rusila Nagasau Ana Naimasi Aloesi Nakoci Roela Radiniyavuni Viniana Riwai Tokasa Seniyasi Vasiti Solikoviti Reapi Uluinasau        |
| Herrarnas turnering Detaljer... | Fiji | Nya Zeeland | Argentina |
| Herrarnas turnering Detaljer... | Josua Vakurunabili Iosefo Masi Kalione Nasoko Jiuta Wainiqolo Asaeli Tuivuaka Meli Derenalagi Vilimoni Botitu Waisea Nacuqu Jerry Tuwai Semi Radradra Aminiasi Tuimaba Napolioni Bolaca Sireli Maqala | Scott Curry Tim Mikkelson Tone Ng Shiu Etene Nanai-Seturo Dylan Collier Ngarohi McGarvey-Black Amanaki Nicole Andrew Knewstubb Regan Ware Kurt Baker Joe Webber Sione Molia William Warbrick | Rodrigo Isgro Lucio Cinti Germán Schulz Ignacio Mendy Rodrigo Etchart Santiago Álvarez Lautaro Bazán Gastón Revol Matías Osadczuk Luciano González Santiago Mare Marcos Moneta Felipe del Mestre |

Denna tabell: visa • redigera

## Medaljtabell
| Pl.    | Nation      | Guld | Silver | Brons | Totalt |
| ------ | ----------- | ---- | ------ | ----- | ------ |
| 1      | Nya Zeeland | 1    | 1      | 0     | 2      |
| 2      | Fiji        | 1    | 0      | 1     | 2      |
| 3      | Frankrike   | 0    | 1      | 0     | 1      |
| 4      | Argentina   | 0    | 0      | 1     | 1      |
| Totalt | Totalt      | 2    | 2      | 2     | 6      |

### Fotnoter
1. ↑  Olympic Competition Schedule. tokyo2020.org. Läst 20 juni 2021.
2. ↑  Rugby Competition Schedule. Arkiverad 4 juli 2021 hämtat från the Wayback Machine. tokyo2020.org. Läst 20 juni 2021.
3. 1 2 3  (1 april 2019). Rugby sevens regional qualifiers confirmed for Tokyo 2020 Olympic Games. World Rugby. Läst 8 oktober 2019.
4. 1 2  (14 juli 2019). England secure Great Britain's place at Tokyo 2020. World Rugby. Läst 8 oktober 2019.
5. ↑  Mackay, Duncan. (13 oktober 2019). Kenya qualify for Tokyo 2020 despite Rugby Africa Women's Sevens final defeat. insidethegames.biz. Läst 20 oktober 2019.
6. 1 2  (9 november 2019). Fiji women and Australia men qualify for Tokyo 2020. World Rugby. Läst 24 november 2019.
7. ↑  Morgan, Liam. (10 november 2019). China book Tokyo 2020 place with victory at Asia Women's Sevens. insidethegames.biz. Läst 24 november 2019.
8. 1 2  (20 juni 2021). Ireland, France and Russia seal Olympic qualification in Monaco. World Rugby. Läst 20 juni 2021.
9. ↑  Ayodi, Ayumba. (9 november 2019). Kenya 7s qualify for Tokyo 2020 Olympics. Nairobi News. Läst 24 november 2019.
10. ↑  (24 november 2019). Tokyo 2020: heartbreak for Hong Kong as they miss out on Olympic rugby sevens qualification again. South China Morning Post. Läst 24 november 2019.